# 川崎市立有馬小学校
川崎市立有馬小学校（かわさきしりつ ありましょうがっこう）は、神奈川県川崎市宮前区東有馬5丁目にある市立小学校。

## 沿革
- 1971年（昭和46年）11月4日 - 創立。
- 1972年（昭和47年）4月1日 - 開校。
- 1973年（昭和48年）- 校歌・校章・体育館完成。
- 1977年（昭和52年）- 増築校舎工事完了。
- 1979年（昭和54年）- プール完成。
- 1988年（昭和63年）- プレイルーム完成。体育倉庫完成。
- 1990年（平成2年）- 体育館倉庫完成。飼育小屋完成。
- 1991年（平成3年）- 記念彫刻「地表より」改修。
- 1992年（平成4年）- 消防施設設備設置。
- 1993年（平成5年）- 学校施設開放倉庫完成。
- 1995年（平成7年）- 非常警報設備設置完了。
- 1998年（平成10年）- エレベータ完成。
- 1999年（平成11年）- パーソナルコンピュータ学習開始。
- 2001年（平成13年）- 「わくわくひろば」完成。
- 2003年（平成15年）- わくわくプラザ開設。
- 2006年（平成18年）- 普通教室扇風機設置。耐震補強工事完了。
- 2007年（平成19年）- プール横行事用倉庫設置（PTAからの寄附）。
- 2008年（平成20年）- 校内LAN整備（ネットデイ）。普通教室冷暖房工事完了。
- 2009年（平成21年）- 各教室50インチ大型テレビ設置。南校舎児童トイレ改修。
- 2010年（平成22年）- 北校舎屋上ソーラーパネル設置。
- 2011年（平成23年）11月20日 - 副読本「みんなの有馬」発刊。
- 2015年（平成27年）- 校舎外壁塗装。家庭科室エアコン設置。
- 2016年（平成28年）- 備蓄倉庫完成。
- 2018年（平成30年）- 令和有馬ルーム完成。新体育館完成。
- 2021年（令和3年）10月30日 - 創立50周年記念式典挙行。副読本「有馬」、記念誌「栗子」発刊。

## 通学区域
出典
- 東有馬2丁目（30番、36～40番、41番(26号、39号以降)）
- 東有馬3丁目（全域）
- 東有馬4丁目（全域）
- 東有馬5丁目（全域）
  - なお、下述の通り、本校は横浜市との市境線に近いため、市境線に接する横浜市都筑区北山田6丁目などでは、本来の学区である横浜市立北山田小学校より、本校の方が近い地域がある。

## 進学先中学校
出典
川崎市立有馬中学校

## 周辺施設
- 社会福祉法人川崎市社会福祉事業団「れいんぼう川崎」
- 有馬・野川生涯学習支援施設「アリーノ」
- 有馬山長善寺
- 有馬療養温泉旅館
- なお、本校校地のすぐ南側は、横浜市との市境線となっている。

## アクセス
- 川崎市バス「鷺02」・「鷺21」、東急バス「鷺02」の各系統で、「下有馬」停留所下車後、学校正門まで、
  - 井田営業所・溝口駅・中原駅・小杉駅方面行のりばから、徒歩約350m・約6分。
  - 有馬第二団地・鷺沼駅・東山田営業所方面行のりばから、徒歩約330m・約5分。
- 横浜市営地下鉄グリーンライン北山田駅（出口2）から、南門まで、徒歩約1.4km・約21分。